# Língua warao
O Warao é uma língua isolada da Venezuela, Guiana e Suriname.

## Comparações lexicais
Alguns paralelos lexicais entre o warao e as línguas arutani-sapé (Arutani, Sapé e Maku) (Jolkesky 2016):
| Português | Warao | Arutani |
| --------- | ----- | ------- |
| cabeça    | kwa   | kwate   |
| osso      | muhu  | mu      |
| terra     | ina   | iɲa     |
| um        | mana  | komana  |

| Português | Warao                               | Maku             |
| --------- | ----------------------------------- | ---------------- |
| água      | naba ‘rio’                          | naʔme ‘água/rio’ |
| barriga   | obono (cf. também: nobono ‘costas’) | lopono           |
| falar     | dibu                                | ʃibu             |
| morder    | bu                                  | bʉ               |
| onça      | tobe                                | nɯʔmi            |
| sol/lua   | ja ‘sol’                            | ja ‘lua’         |
| tamanduá  | barakata                            | waːʑaka          |
| vir       | nao                                 | na               |

| Português | Warao      | Sape       |
| --------- | ---------- | ---------- |
| água/rio  | naba ‘rio’ | nam ‘água’ |
| caititu   | ubo        | ãmõ        |
| dar       | moa        | ma         |
| fígado    | mahi       | mapi       |
| morder    | bu         | pu         |
| olho/ver  | mu ‘olho’  | mow ‘ver’  |
| seio      | ami        | muemi      |
| Sol       | ja         | jam        |
| tabaco    | kojaba     | jabo       |

## Vocabulário
Alguns nomes de plantas e animais na língua warao (Ponce 2004):
| Warao                             | Português           | Espanhol                               | Taxonomia                |
| --------------------------------- | ------------------- | -------------------------------------- | ------------------------ |
| abujene                           | arara               | guacamayo                              |                          |
| abunamoko                         | coatá               | araña mona                             |                          |
| aja / yaroko                      | tabaco              | tabaco                                 |                          |
| akaju                             | tubérculo           | tubérculo                              |                          |
| akuaja                            | fruta               | fruta                                  |                          |
| aru                               | mandioca            | yuca                                   |                          |
| arutao                            | beiju               | torta de casabe                        |                          |
| aru jaibutu                       | mandioca doce       | yuca dulce                             | Manihot aipi             |
| babaya                            | mamão               | papaya, lechosa                        |                          |
| bajemura                          | barata              | cucaracha                              |                          |
| banabana                          | boto                | tonina                                 |                          |
| barawabo                          | caravela-portuguesa | agua mala (pez)                        | Physalia physalis        |
| barebu                            | palmeira sp.        | palma de corozo                        |                          |
| basabasa                          | pera espinhosa      | tuna                                   | Opuntia ficus-indica     |
| bebe                              | capim               | hierba                                 |                          |
| bedo / bejo / beoro               | cachorro            | perro                                  |                          |
| bitatuída                         | cabra               | cabro                                  |                          |
| bokoboko                          | coruja              | búho, lechuza                          |                          |
| bono                              | ciclídeo sp.        | viejita (pez)                          |                          |
| borabora                          | rã                  | rana                                   |                          |
| buaja                             | vaga-lume           | luciérnaga                             |                          |
| bumosimo                          | urucum              | onoto                                  |                          |
| buratana                          | banana              | banana, cambur, plátano                |                          |
| dau                               | madeira             | madera                                 |                          |
| dau aubutu                        | lontra              | nutria, perro de agua                  |                          |
| dihaboni                          | tetra-preto ?       | viudita (pez)                          | Characidae               |
| disi kabajanera                   | periquito sp.       | periquito (cara sucia)                 |                          |
| dojoru                            | ingá                | guamo (árbol)                          | Inga feuilleei           |
| dokaribari                        | dracena             | palo de brasil                         | Dracaena fragrans        |
| domu                              | ave                 | ave                                    |                          |
| domu kabara                       | papagaio            | loro                                   |                          |
| eje                               | piranha             | caribe (pez)                           |                          |
| esitabita                         | sanguessuga         | sanguijuela                            |                          |
| ibakuaja                          | graviola            | guanabana                              | Annona muricata          |
| ibu                               | ceiba               | ceiba                                  |                          |
| ibure                             | caititu             | báquiro (pecarí)                       |                          |
| ibure a rani                      | ouriço              | erizo                                  |                          |
| Ibuteida                          | tubarão             | tiburón                                |                          |
| ijisi                             | vespa               | avispa                                 |                          |
| ima a senesene                    | grilo               | grillo                                 |                          |
| isibutu                           | poraquê             | temblador (pez)                        |                          |
| jaba                              | paca                | chigüiro                               |                          |
| jabisara                          | gafanhoto, cigarra  | langosta, saltamontes, tara, chicharra |                          |
| janakuá / náo                     | aracuã ?            | guacharaca de agua                     |                          |
| jarasebe / kokobuita              | centopéia           | ciempiés                               |                          |
| jari                              | tucano              | tucán                                  |                          |
| jau yasi                          | chapéu de buriti    | sombrero de moriche                    |                          |
| jeje                              | pica-pau            | pájaro carpintero                      |                          |
| jere                              | caracol             | caracol                                |                          |
| jibajima                          | tartaruga           | galápago                               |                          |
| jikiri                            | mosca               | mosca                                  |                          |
| jimakona                          | cará sp.            | mapuey, batata ñame                    | Dioscorea trifida        |
| jimuru                            | rabanete            | rábano                                 | Raphanus sativus         |
| jio joko                          | cana                | cana                                   |                          |
| jo wabu                           | rato-d'água         | rata de agua                           |                          |
| jobi                              | tambaqui            | cachama (pez)                          |                          |
| joijoi                            | jaguatirica         | cunaguaro                              |                          |
| jokojoro                          | tainha              | lebranche                              | Mugil liza               |
| joni waku                         | tartaruga-d'água    | tortuga de agua                        |                          |
| juba                              | cobra               | culebra, serpiente                     |                          |
| juba yakara / makajuba            | jibóia              | macaurel                               | Boa constrictor          |
| jubajiji                          | minhoca             | lombriz de tierra                      |                          |
| jubawanawana                      | jararaca            | mapanare                               | Bothrops atrox           |
| jujira                            | tamanduá-bandeira   | oso hormiguero                         |                          |
| juka                              | pimenta             | pimienta                               |                          |
| jukaida                           | páprica             | pimentón                               |                          |
| jukujuku                          | beija-flor          | colibrí, picaflor, tucusito            |                          |
| jukujukuida                       | pavão               | pavo real                              |                          |
| junu                              | camarão             | camarón                                |                          |
| jura                              | quatipuru           | ardilla                                |                          |
| kalokona                          | peru                | pavo                                   |                          |
| kamarose                          | jambo               | pomarosa                               | Syzygium jambos          |
| kanibo / ariboya                  | besouro             | escarabajo                             |                          |
| karina                            | galinha             | gallina                                |                          |
| karina mokomoko a najoro idakoina | frango              | pollarina                              |                          |
| karina nibora                     | galo                | gallo                                  |                          |
| kasima / iba kuajaida             | fruta-pinha         | anona                                  | Annona squamosa          |
| kebiji                            | raposa              | zorro                                  |                          |
| kimi                              | lagarta             | gusano                                 |                          |
| kobo                              | mutuca              | tábano                                 |                          |
| kojoboto                          | mosquito            | mosquito, zancudo                      |                          |
| koritotó                          | sapo                | sapo                                   |                          |
| koro                              | papagaio            | cotorra                                |                          |
| koroko                            | lírio               | lirio                                  |                          |
| kuabasai                          | escorpião           | escorpión                              |                          |
| kuamara                           | paca, cutia         | agutí / acure                          |                          |
| kuámi                             | piolho              | piojo                                  |                          |
| kuatoi                            | camaleão            | lagarto camaleón                       |                          |
| mataro                            | cuité               | tapara / totumo                        |                          |
| mataro a rau                      | palmeira sp.        | táparo                                 | Attalea allenii          |
| mera                              | lagartixa           | lagartija                              |                          |
| meraida                           | tejuaçu             | mato de agua                           | Tupinambis teguixin      |
| mesi / misi                       | gato                | gato                                   |                          |
| mewari                            | sardinha            | sardina                                |                          |
| minare                            | cobra-coral         | culebra coral                          |                          |
| mohe / wasikaba                   | baleia              | ballena                                |                          |
| mojokaba / jarakaba               | salgueiro-branco    | mocho                                  | Salix alba               |
| moko                              | aranha              | araña                                  |                          |
| motana                            | caranguejo          | cangrejo                               |                          |
| muha                              | formiga             | hormiga                                |                          |
| mukobo                            | bagre               | bagre                                  |                          |
| naba                              | anta                | danta, tapir                           |                          |
| nabakabara                        | gaivota-alegre      | guanaguanare                           | Leucophaeus atricilla    |
| najorojuku                        | alho                | ajo                                    |                          |
| nana / anana                      | abacaxi             | piña                                   |                          |
| naukamo                           | milho               | maíz                                   |                          |
| niajabara                         | pacu                | palometa (pez)                         |                          |
| noidu                             | jacaré              | caimán                                 |                          |
| ojidu                             | buriti              | moriche                                |                          |
| oka                               | tatu                | armadillo                              |                          |
| okokobedo                         | vampiro             | vampiro                                |                          |
| orere                             | batata              | papa                                   |                          |
| oto                               | gavião              | gavilán                                |                          |
| otoida                            | águia               | águila                                 |                          |
| saha / sabioso                    | morcego             | murciélago                             |                          |
| sajoi                             | martim-pescador     | martín pescador                        |                          |
| samaria                           | cedro               | cedro                                  |                          |
| senesene                          | salamandra          | salamandra                             |                          |
| sikaro                            | açúcar              | azúcar                                 |                          |
| simoarao                          | abelha              | abeja                                  |                          |
| simoroko                          | tamanduá-mirim      | oso melero                             |                          |
| sisa                              | percevejo           | chinche                                |                          |
| sisimbiri                         | gengibre            | jengibre                               |                          |
| tabitabi                          | sabiá               | paraulata                              | Mimidae                  |
| taraja                            | arraia              | atarraya                               |                          |
| teko a kabaja                     | paca ?              | lapa                                   |                          |
| tobe                              | onça-pintada        | jaguar, tigre                          |                          |
| tokolo                            | perdiz              | perdiz                                 |                          |
| ubaru                             | corticeira          | bucare                                 | Erythrina crista-galli   |
| ubu / ubo                         | cuandu              | puerco espín                           |                          |
| ujoi                              | golfinho            | delfín                                 |                          |
| ure                               | taioba              | ocumo                                  | Xanthosoma               |
| urere                             | batata-doce         | batata                                 |                          |
| wabu                              | rato                | ratón                                  |                          |
| wajakaboro                        | mosquito            | jejen, mosquito                        |                          |
| wama                              | sucuriju            | anaconda / culebra de agua             |                          |
| wara                              | garça               | garza                                  |                          |
| wasikaba                          | tubarão-tigre       | tintorera (tiburón)                    |                          |
| wautakoro                         | pombo-do-mato       | paloma de monte                        |                          |
| yabobo                            | atobá               | bobo (ave)                             | Sulidae                  |
| yakoto                            | jaraqui             | sapoara (pez)                          | Semaprochilodus laticeps |
| yaroa                             | pelicano            | pelicano (alcatraz)                    |                          |
| yawara                            | palmeira-real       | chaguaramo                             |                          |
| yawiji                            | ubuçu               | temiche                                | Manicaria saccifera      |